# Parallelia correctata
Parallelia correctata är en fjärilsart som beskrevs av Walker 1865. Parallelia correctata ingår i släktet Parallelia och familjen nattflyn. Inga underarter finns listade i Catalogue of Life.